# Водовідвід
Водовідві́д (рос. водоотвод, англ. waterway, нім. Abgraben m, Wasserentziehung f, Wasserableitung f) — споруда, що призначена для транспортування води від гірничих виробок за межі зони впливу шахтного водовідливу.
Будується у вигляді штучних русел: відкритих (лотоків, бетонних каналів) або закритих (труб, тунелів).
У процесі водовідводу шахтні і кар'єрні води проходять через очисні споруди; дренажні води (з водознижувальних свердловин) можуть відводитися без попереднього очищення, якщо вміст забруднюючих компонентів в них не перевищує встановлених норм гранично допустимих концентрацій.